# Georges Catroux
Georges Catroux, född den 29 januari 1877 i Limoges, Haute-Vienne, Frankrike, död den 21 december 1969 i Paris, var en fransk armégeneral och politiker.

## Biografi
Catroux var son till en karriärofficer som stigit i graderna och fick sin utbildning vid Prytanée National Militaire och vid École Spéciale Militaire de Saint-Cyr 1896.
Under de första åren av sin framstående militära karriär flyttade han från Franska Algeriet (där han träffade Charles de Foucauld och sedan Lyautey) till Indokina. År 1915 blev han som bataljonschef tagen till fånga av tyskarna. Under tiden i fångenskap träffade han Charles de Gaulle, som då var kapten.
Efter första världskriget blev han medlem av den franska militärstyrkan i Arabien och tjänstgjorde därefter i Marocko, Algeriet och Levanten.
I juli 1939 utsågs Catroux till generalguvernör i franska Indokina och tog i augusti, en månad före andra världskrigets utbrott, över posten från en civil tjänsteman. Men efter de första avtalen med Japan i juli 1940, och därpå följande oenighet med den nya Vichy-regeringen, tvingades Catroux lämna över sin post till amiral Jean Decoux.
Catroux valde då att övergå till de Gaulle, som då var ledare för den fria franska rörelsen, och har var då som femstjärnig general den högst rankade officer som gick över från den franska armén.
Åren 1941–43 var Catroux överbefälhavare för de fria franska styrkorna och de Gaulle utsåg honom till kommissarie för Levanten 1941 och senare till generalguvernör i Algeriet 1943–44. Han blev minister för Nordafrika i de Gaulles första regering från september 1944 till oktober 1945 och sedan ambassadör i Sovjetunionen 1945–48.
Efter oroligheter i Marocko 1955 förhandlade Catroux om återinsättande av sultanen Mohammed V. Han var också ordförande i den kommission som utredde omständigheterna kring det franska nederlaget vid Dien Bien Phu i Indokina, samt domare i militärdomstolen som ransakade de generaler som försökt ta makten i Algeriet 1961.